# Sankt Georgios kyrka, Stockholm
Sankt Georgios katedral, mellan 1890 och 1978 Katolsk-apostoliska kyrkan, är en grekisk-ortodox kyrkobyggnad belägen i korsningen Birger Jarlsgatan - Odengatan i Östermalm i Stockholm. 
Kyrkan är ritades av arkitekt Anders Gustaf Forsberg för Katolsk-apostoliska församlingen och stod färdig 1890. Fastigheten är blåmärkt av Stadsmuseet i Stockholm vilket är den högsta klassen och innebär "att bebyggelsen bedöms ha synnerligen höga kulturhistoriska värden".

## Historia
Kyrkan uppfördes av den svenska grenen av den Katolsk-apostoliska kyrkan som hade grundats i London i Storbritannien på 1830-talet. Församlingen uttunnades under 1900-talet, varför kyrkan 1978 uppläts som kyrka åt det Ortodoxa metropolitdömet Sverige och Skandinavien.

## Kyrkobyggnaden
Den Katolsk-apostoliska kyrkan tillsatte arkitekt Anders Gustaf Forsberg att ta fram plan och ritningar för den nya kyrkan. Och själva byggnaden uppfördes av byggmästare Per Sundahl. Den grekisk-ortodoxa församlingen har efter övertagandet kompletterat inredningen med ikonostas och altare av sten.

### Exteriör
Exteriören är i nygotisk stil och är en enskeppig långhuskyrka, med fasader i maskinslaget rött tegel med mönstermurad takfris och listverk och omfattningar i grå cement. Fönstren är spetsbågiga, så även dörröppningar. Koret utgörs av en femsidig absid i öster, tornet ligger ovanför huvudentrén i väster och har en hög, kopparklädd tornspira. Taket är klätt med takplåt. Mot norr är kyrkan vidbyggd med rum för församlingen.

### Interiör
Kyrkorummet är enskeppigt, och täcks av ett högt spetsbågiga takvalv som är kassetindelat. Kyrkgolvet är belagt med plank. De gotiska fönstren har i koret glasmålningar med stiliserad växtornamentik och koret har även en vackert snidad väggpanel i nygotik. Orgeläktaren som ligger längst bak i kyrkan , bärs upp av rikt snidade konsoler, orgeln togs däremot bort på 1970-talet.

### Renovering
På hösten 2019 genomgick kyrkan en utvändig renovering, något som dock gjordes utan bygglov.